# Joseph Aloïs Marie de Smedt
Joseph Aloïs Marie de Smedt (Opwijk, 10 februari 1875 - 3 maart 1968) was een Belgisch politicus en bierbrouwer in de Vlaams-Brabantse gemeente Opwijk.

## Openbare ambten
Hij werd geboren in een familie die sinds begin van de 17e eeuw verschillende openbare functies bekleedden: armmeester, kerkmeester, schepen en burgemeester van Opwijk. De familie was vaak verwant - door huwelijken - met andere burgemeesters en brouwers uit de streek.
Joseph Aloïs Marie de Smedt was de zoon van Pieter Louis de Smedt (1843-1902) brouwer te Opwijk en van Elisabeth van Doorslaer (1847-1923). In 1920 werd hij raadslid te Opwijk, van 1927 tot 1940 was hij er burgemeester. Hij was brouwer en eigenaar van de Brouwerij De Smedt te Opwijk, dat sinds 1935 het bier Op-Ale brouwde.
Zijn oudste zoon Emiel Jozef werd priester, om in 1952 bisschop van Brugge te worden. De jongere zoon Hubert Felix Karel Andries (1916-1997) werd eveneens brouwer en was burgemeester van Opwijk van 1953 tot 1970.